# Le Temple-de-Bretagne

Le Temple-de-Bretagne este o comună în departamentul Loire-Atlantique, Franța. În 2009 avea o populație de 1,857 de locuitori.